# Berat Jusufi
Berat Jusufi (Pristina, 1º gennaio 1981) è un calciatore norvegese, difensore del A.S.D. Borgaro Nobis 1965.

## Carriera

### Club
Jusufi ha giocato per la prima squadra dello Sparta Undom dal 2000 al 2004. Successivamente in forza allo Sparta Sarpsborg, ha contribuito alla vittoria della 2. divisjon 2005 ed alla conseguente promozione in 1. divisjon. Ha esordito in questo campionato il 17 aprile 2006, subentrando a Ronald Turner nel successo casalingo per 3-0 sul Kongsvinger.
A seguito di una fusione, dal 2008 è stato in forza al Sarpsborg Sparta, che a partire dall'anno successivo sarebbe stato noto come Sarpsborg 08. Nel campionato 2010 ha contribuito alla promozione in Eliteserien della sua squadra. Il 18 marzo 2011 ha debuttato così nella massima divisione locale, quando è stato schierato titolare nel successo per 3-0 contro il Molde.
Il 17 dicembre 2013, è passato al Moss, firmando un contratto valido a partire dal 1º gennaio 2014. Ha esordito con questa casacca il 21 aprile, schierato titolare nella vittoria per 0-1 sul campo del Mo. Il 1º giugno successivo ha segnato la prima rete, con cui ha contribuito al successo per 3-1 sul Kvik Halden. Ha lasciato la squadra al termine della prima stagione, in cui ha totalizzato 17 presenze ed una rete tra campionato e coppa.
Il 25 marzo 2015 si è trasferito al Borgar, formazione militante nella 3. divisjon. L'11 aprile è arrivata la prima partita con questa maglia, in occasione del successo esterno per 1-2 sul Nesodden. Il 18 aprile 2015 ha messo a referto la prima marcatura, nella sconfitta interna per 2-5 sull'Oppsal. A partire dal campionato 2017, oltre al ruolo attivo in campo ha ricoperto la carica di allenatore del Borgar.

## Statistiche

### Presenze e reti nei club
Statistiche aggiornate al 31 dicembre 2016.
| Stagione                | Club                    | Campionato              | Campionato | Campionato | Coppe nazionali | Coppe nazionali | Coppe nazionali | Coppe continentali | Coppe continentali | Coppe continentali | Supercoppe | Supercoppe | Supercoppe | Totale | Totale |
| Stagione                | Club                    | Comp                    | Pres       | Reti       | Comp            | Pres            | Reti            | Comp               | Pres               | Reti               | Comp       | Pres       | Reti       | Pres   | Reti   |
| ----------------------- | ----------------------- | ----------------------- | ---------- | ---------- | --------------- | --------------- | --------------- | ------------------ | ------------------ | ------------------ | ---------- | ---------- | ---------- | ------ | ------ |
| 2000                    | Sparta Undom            | 3D                      | ?          | ?          | CN              | ?               | ?               | -                  | -                  | -                  | -          | -          | -          | ?      | ?      |
| 2001                    | Sparta Undom            | 3D                      | ?          | ?          | CN              | ?               | ?               | -                  | -                  | -                  | -          | -          | -          | ?      | ?      |
| 2002                    | Sparta Undom            | 3D                      | ?          | ?          | CN              | ?               | ?               | -                  | -                  | -                  | -          | -          | -          | ?      | ?      |
| 2003                    | Sparta Undom            | 3D                      | ?          | ?          | CN              | ?               | ?               | -                  | -                  | -                  | -          | -          | -          | ?      | ?      |
| 2004                    | Sparta Undom            | 3D                      | ?          | ?          | CN              | ?               | ?               | -                  | -                  | -                  | -          | -          | -          | ?      | ?      |
| Totale Sparta Undom     | Totale Sparta Undom     | Totale Sparta Undom     | ?          | ?          |                 | ?               | ?               |                    | -                  | -                  |            | -          | -          | ?      | ?      |
| 2005                    | Sparta Sarpsborg        | 2D                      | ?          | ?          | CN              | ?               | ?               | -                  | -                  | -                  | -          | -          | -          | ?      | ?      |
| 2006                    | Sparta Sarpsborg        | 1D                      | 21         | 3          | CN              | ?               | ?               | -                  | -                  | -                  | -          | -          | -          | 21+    | 3+     |
| 2007                    | Sparta Sarpsborg        | 1D                      | 28         | 2          | CN              | ?               | ?               | -                  | -                  | -                  | -          | -          | -          | 28+    | 2+     |
| Totale Sparta Sarpsborg | Totale Sparta Sarpsborg | Totale Sparta Sarpsborg | 49+        | 5+         |                 | ?               | ?               |                    | -                  | -                  |            | -          | -          | 49+    | 5+     |
| 2008                    | Sarpsborg 08            | 1D                      | 28         | 3          | CN              | ?               | ?               | -                  | -                  | -                  | -          | -          | -          | 28+    | 3+     |
| 2009                    | Sarpsborg 08            | 1D                      | 23+3       | 0          | CN              | ?               | ?               | -                  | -                  | -                  | -          | -          | -          | 26+    | 0+     |
| 2010                    | Sarpsborg 08            | 1D                      | 27         | 1          | CN              | 2               | 0               | -                  | -                  | -                  | -          | -          | -          | 29     | 1      |
| 2011                    | Sarpsborg 08            | ES                      | 10         | 0          | CN              | 2               | 0               | -                  | -                  | -                  | -          | -          | -          | 12     | 0      |
| 2012                    | Sarpsborg 08            | 1D                      | 10         | 0          | CN              | 0               | 0               | -                  | -                  | -                  | -          | -          | -          | 10     | 0      |
| 2013                    | Sarpsborg 08            | ES                      | 8          | 0          | CN              | 2               | 0               | -                  | -                  | -                  | -          | -          | -          | 10     | 0      |
| Totale Sarpsborg 08     | Totale Sarpsborg 08     | Totale Sarpsborg 08     | 106+3      | 4+0        |                 | 6+              | 0+              |                    | -                  | -                  |            | -          | -          | 115+   | 4+     |
| 2014                    | Moss                    | 2D                      | 15         | 1          | CN              | 2               | 0               | -                  | -                  | -                  | -          | -          | -          | 17     | 1      |
| 2015                    | Borgar                  | 3D                      | 22         | 4          | CN              | 0               | 0               | -                  | -                  | -                  | -          | -          | -          | 22     | 4      |
| 2016                    | Borgar                  | 4D                      | 26         | 2          | CN              | 2               | 0               | -                  | -                  | -                  | -          | -          | -          | 28     | 2      |
| 2017                    | Borgar                  | 4D                      | 0          | 0          | CN              | 0               | 0               | -                  | -                  | -                  | -          | -          | -          | 0      | 0      |
| Totale Borgar           | Totale Borgar           | Totale Borgar           | 48         | 6          |                 | 2               | 0               |                    | -                  | -                  |            | -          | -          | 50     | 6      |
| Totale                  | Totale                  | Totale                  | 33         | 7          |                 | 4               | 1               |                    | 7                  | 0                  |            | -          | -          | 44     | 8      |